# Batallón de Arsenales 603
El Batallón de Arsenales 603 "San Lorenzo" (B Ars 603) es una unidad de apoyo de mantenimiento del Ejército Argentino con asiento en el cuartel militar de RN 11 km 324, Fray Luis Beltrán, Provincia de Santa Fe, y que integra la Agrupación de Arsenales 601, que a su vez depende de la Dirección de Arsenales (EMGE).
Este batallón de arsenales es desactivado en el año 2013, y se crea en su lugar la BAL San Lorenzo; en 2022 este efecto es revertido y nuevamente es creado el batallón de arsenales 603. En el año 2023 el MinDef inaugura en este batallón 603 un centro de recuperación de automotores y vehículos a rueda del ejército.

## Historia
En 1898 fue creado el Arsenal Regional «Litoral» en Puerto Borgui (actual Fray Luis Beltrán), incluyendo una fábrica de aceros y de proyectiles de artillería. Las obras para la construcción del arsenal comenzaron el 4 de octubre de 1904 en el terreno conocido como «Campo de los Granaderos» y fueron terminadas en 1909. El arsenal tenía talleres de armería, prensa, mecánicos, carpintería, herrería, también una usina eléctrica, alojamientos, armería y caballerizas. En 1917 pasó a denominarse Arsenal «San Lorenzo». En 1943 el arsenal contó con la Escuela de Aprendices y Artesanos, para civiles. En 1946 fue construida la Jefatura y en 1948 los Polvorines.
En 1965 fue renombrado Batallón de Arsenales 121, hasta que en 1996 tomó el nombre de Batallón de Arsenales 603 «San Lorenzo». El batallón produjo aceros, municiones de artillería, iniciadores de fuego, espoletas, estopines, portacebos, regatones de acero para cañas Colihue, trotyl, cocinas de campaña, aguateros, remolques, y se repararon vehículos, cañones, obuses y armas portátiles. En febrero de 1967 y en octubre de 1971 ocurrieron explosiones en depósitos de municiones, causando daños significativos.
El 13 de abril de 1975 la unidad recibió un ataque por parte del Ejército Revolucionario del Pueblo; en el enfrentamiento murió el coronel Arturo Horacio Carpani Costa. Posteriormente, también falleció el sargento ayudante Ricardo Balla. Durante el Conflicto del Beagle en 1978 fue movilizado a la Patagonia.
Durante la dictadura cívico-militar de 1976 funcionó allí un centro clandestino de detención, en 2015 el predio fue convertido en un Sitio de la Memoria por el Ministerio de Justicia y DD. HH. colocándose allí una placa que indica que el sitio formó parte de un circuito represivo en conjunto con otros emplazamientos del Gran Rosario. Dicho circuito estaba destinado al secuestro y tortura de «hombres y mujeres perseguidos por su militancia política, social y sindical en el área del Cordón Industrial santafesino.
El 30 de marzo de 1992 fue rebajado a núcleo, siendo restablecido el 1 de enero de 1996 bajo dependencia orgánica de la Dirección de Arsenales y jurisdiccional del Comando del II Cuerpo de Ejército.
En 2015, tras conocerse el faltante de 26 000 municiones, el batallón fue cerrado y luego convertido en la Base de Apoyo Logístico San Lorenzo.
A inicios de 2022, el batallón volvió a abrir y se lo conoce como Batallón de Arsenales 603.